# Corylopsis calcicola
Corylopsis calcicola är en trollhasselart som beskrevs av Cheng Yih Wu. Corylopsis calcicola ingår i släktet Corylopsis och familjen trollhasselfamiljen. Inga underarter finns listade i Catalogue of Life.